# Dennis Wuycik
Dennis Mark Wuycik (Ambridge, 29 marzo 1950) è un ex cestista statunitense, professionista nella ABA.

## Carriera
Venne selezionato dai Boston Celtics al secondo giro del Draft NBA 1972 (27ª scelta assoluta).

## Palmarès
- Campione NIT (1971)
- ABA All-Rookie Team (1973)